# Zhao Jinhong
Zhao Jinhong (en chino: 赵金红; 26 de mayo de 2001) es una deportista china que compite en halterofilia.
Ganó una medalla de oro en el Campeonato Mundial de Halterofilia de 2024, en la categoría de 45 kg. En diciembre de 2024 estableció dos nuevas plusmarcas mundiales de la categoría de 45 kg, en dos tiempos (113 kg) y en el total (200 kg).

## Palmarés internacional
| Campeonato Mundial | Campeonato Mundial | Campeonato Mundial | Campeonato Mundial |
| Año                | Lugar              | Medalla            | Categoría          |
| ------------------ | ------------------ | ------------------ | ------------------ |
| 2024               | Manama (Baréin)    | Medalla de oro     | 45 kg              |